# Daniel Hay du Chastelet
Pour les articles homonymes, voir Hay du Chastelet.
Daniel Hay du Chastelet (23 octobre 1596 à Laval - 20 avril 1671 à Laval) est un homme d'Église et mathématicien français.

## Biographie
Issu  de l'ancienne maison de Hay en Bretagne, frère de l'écrivain Paul Hay du Chastelet. Il est curé d'Andouillé, docteur en théologie de la faculté de Paris et abbé de Chambon. Il fut doyen de la Collégiale Saint-Tugal de Laval de 1621 à 1671 et prieur de Sainte-Croix de Vitré. Homme de confiance de Richelieu et correspondant de Mersenne, il est élu membre de l'Académie française en 1635.

### Abbé deChambon
Le 23 février 1623 le roi lui fait don de l'abbaye de Chambon, vacante par résignation en sa faveur de la part de Georges de la Trémoille. Le pape Urbain VIII confirma cette nomination par bulles du 17 des calendes de septembre 1623. il resta en fonction pendant trente-sept ans, rendant les plus grands services à Chambon par ses réformes et par ses efforts pour faire annuler les aliénations simoniaques faites par plusieurs de ses prédécesseurs.

### Ses écrits
Il est réputé avoir beaucoup écrit sur les mathématiques, mais son neveu, le marquis du Châtelet, ne connaissant rien au sujet, aurait jeté ses manuscrits au feu. Le seul écrit qui subsiste de lui est un Advis a la Reyne sur la conference de Ruel daté de 1649, ce qui laisse supposer qu'il a pu être mêlé à la Fronde et qu'il aurait participé à la conférence de Rueil en mars 1648.

### Décès
Il meurt le 20 avril 1671 au doyenné de Saint-Tugal de Laval où il résidait et est inhumé en l'église de la Trinité près du maitre-autel. Le chapitre de la Collégiale Saint-Tugal de Laval eut 120 livres pour la sépulture.